# Kreda (mineral)
Kreda je mehka, bela, porozna, sedimentna karbonatna kamnina, oblika apnenca, sestavljena iz minerala kalcit. Kalcit je ionska sol, imenovana kalcijev karbonat ali CaCO3. Nastaja v globokih morskih razmerah iz postopnega kopičenja drobcenih kalcitnih lupin (kokolitov) mikroorganizmov, imenovanih coccolithophores. Klemen (vrsta roženca, edinstvenega za kredo) je zelo pogosto kot trakovi vzporedno z žilo ali kot gomolj vgrajen v kredo. Verjetno izhaja iz gobastih iglic ali drugih silikatnih organizmov, kot jih je voda potisnila navzgor med stiskanjem. Kremen se pogosto odlaga okoli večjih fosilov, kot so morski ježki, ki lahko okamnijo (tj. nadomeščajo molekule z molekulo kremena).
Kreda v sedimentih zahodne Evrope je nenavadna med sedimentnimi apnenci v debelih slojih. Večina krednih klifov ima zelo malo vidne lezike v primerjavi z večino debelih slojev apnenca, kot so karbonski apnenci ali jurski oolitski apnenci. To verjetno pomeni zelo stabilne razmere več kot deset milijonov let.
Kreda ima večjo odpornost za preperevanje kot glina, s katero je običajno povezana tako, da sestavlja visoke strme pečine in kredni grebeni srečajo morje. Kredni griči, ki jih v Angliji imenujejo downland (ali downs, kar v prevodu pomeni gričevnat, ker downs izhaja iz staroangleškega dūn = hrib), običajno nastanejo tam, kjer pasovi krede dosežejo površino pod kotom, tako da sestavljajo škarpo. Ker je kreda dobro sprijeta, lahko vsebuje velike količine podzemne vode, ki zagotavlja naravni rezervoar, ki v suhih sezonah počasi sprošča vodo.

## Rudarstvo
Kredo so kopali iz krednih sedimentov površinsko in podzemno. Kredno rudarstvo je uspevalo med industrijsko revolucijo zaradi potrebe po izdelkih iz krede, kot sta apno in opeka. Nekateri opuščeni rudniki krede so ostali turistična zanimivost zaradi svojega masivnega prostranstva in naravne lepote.

## Sedimenti
Kreda je v evropski stratigrafski enoti nastala v obdobju krede. To so znameniti Dovrski beli klifi v Kentu, Anglija, pa tudi Cap Blanc Nez na drugi strani Dovrske ožine. V regiji Šampanja-Ardeni v Franciji je večinoma osnova kreda, sediment, ki vsebuje umetne jame, ki se uporabljajo za shranjevanje vina. Nekatere med najvišjimi krednimi čermi v svetu so v narodnem parku Jasmund v Nemčiji in Møns Klint na Danskem, nekoč otoka.

## Nastanek
Kredno gričevje v severni Evropi je nastalo pred 90 milijoni let, izcedek se je nabiral na dnu velikega morja. Kreda je ena prvih skal, sestavljena iz submikroskopskih delcev, ki so jih raziskali z elektronskim mikroskopom, ko so ugotovili, da so skoraj vsi iz kokolitov. Njihove lupine so narejene iz kalcita, izločenega iz bogate morske vode. Ko so umrli, se je v milijonih let postopoma zgradila precejšnja plast, teža ležečih sedimentov se je sčasoma stisnila v skalo. Poznejši premiki zemeljske skorje, povezane z oblikovanjem Alp, so postavili ta nekdanja morska tla nad nivo morja.

## Sestava
Kemična sestava krede je kalcijev karbonat z manjšimi količinami mulja in gline . V morju jo je zgradil submikroskopski plankton, ki je padal na morsko dno in se nato združil in se v obdobju diageneze stisnil v kredno skalo.

## Uporaba
Kreda je vir apna s termičnim razpadom ali gašenega apna s kaljenjem v vodi.  V jugovzhodni Angliji so votline (deneholes) znani primeri starih krednih jam. Take zvonaste jame so bili tudi stari rudniki kremena, ko je bil glavni cilj, da se odstranijo kremenovi gomolji za izdelavo kamenega orodja. Površina pri Cissburyju je tak primer, morda najbolj znan je obsežen kompleks Grimes Graves v Norfolku.
Kreda se lahko uporablja zaradi svoje lastnosti kot podlaga. V kmetijstvu se uporablja za dviganje pH-vrednosti v tleh z visoko kislostjo. Najpogostejša oblika je CaCO3 (kalcijev karbonat) in CaO (kalcijev oksid). Majhni odmerki krede se lahko uporabljajo tudi kot antacid. Poleg tega so majhni delci krede idealna snov za čiščenje in poliranje. Na primer zobna krema običajno vsebuje majhne količine krede, ki je blag abraziv. Polirna kreda je kreda, pripravljena s skrbno nadzorovano velikostjo zrn za zelo fino poliranje kovin.  Kredo lahko uporabimo tudi v obliki praška za prstne odtise.

### Druga uporaba
Kreda se uporablja tudi pri rekreaciji. Pri tenisu na travi se kreda v prahu uporablja za označevanje mejnih črt igralnega polja. Če žoga zadene črto, bo viden oblak krede. V zadnjih letih je bila kreda v prahu nadomeščena s titanovim dioksidom.  V gimnastiki, pri plezanju, dvigovanju uteži in vlečenju vrvi se kreda – zdaj po navadi magnezijev karbonat – uporablja za roke in noge, da se prepeči potenje in zmanjša zdrs.
Kreda se lahko uporablja tudi kot gradbeni material namesto opeke ali ometa. Lomljeno kredo so razrezali v bloke in jo uporabljali kot tesanec, zdrobljena kreda stisnjena v bloke in položena v malto.  Še vedno so hiše, ki so bile zgrajene z uporabo krede kot glavnim gradbenim materialom. 